# Dickey County
Das Dickey County ist ein County im Bundesstaat North Dakota der Vereinigten Staaten. Der Verwaltungssitz (County Seat) ist Ellendale.

## Geographie
Das County liegt im Südosten von North Dakota, grenzt im Süden an South Dakota und hat eine Fläche von 2957 Quadratkilometern, wovon 28 Quadratkilometer Wasserfläche sind. Es grenzt im Uhrzeigersinn an folgende Countys: LaMoure County, Ransom County, Sargent County, Brown County (South Dakota), McPherson County (South Dakota) und McIntosh County.

## Geschichte
Dickey County wurde am 5. März 1881 gebildet und am 18. August 1882 abschließend organisiert. Benannt wurde es nach George H. Dickey, einem frühen Politiker und Gesetzgeber im Dakota-Territorium.

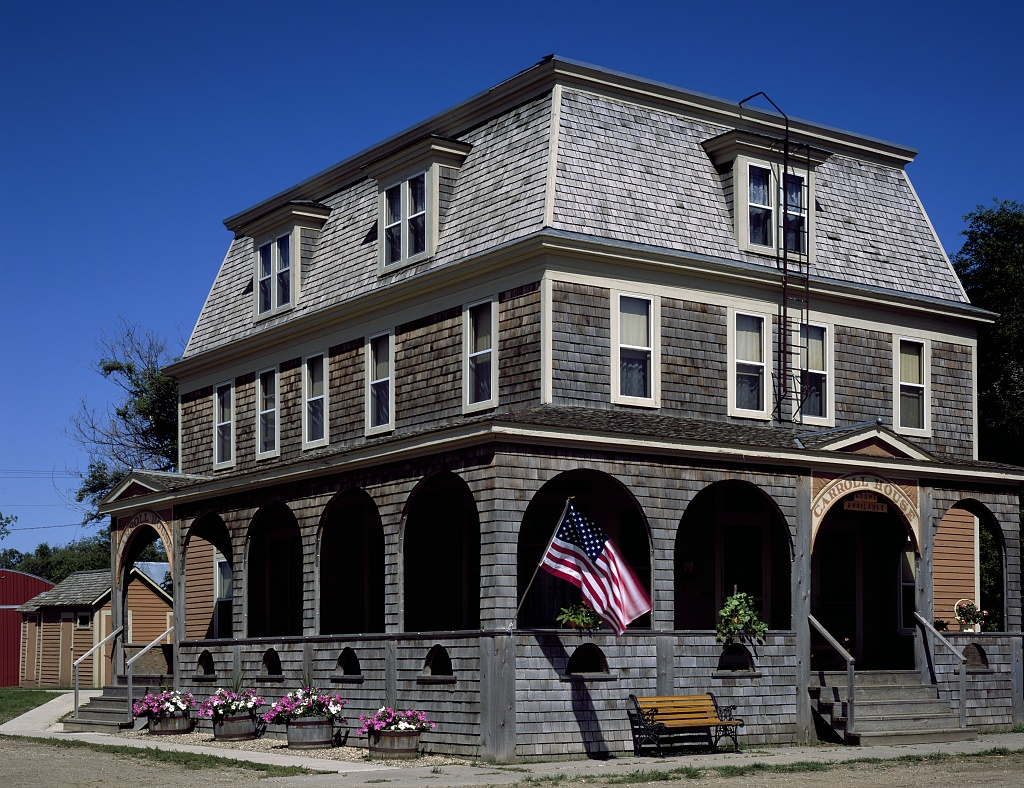
Das Carroll House Hotel ist einer von acht Einträgen des Countys im National Register of Historic Places.

Acht Orte im County sind im National Register of Historic Places eingetragen (Stand 21. März 2018).

## Demografische Daten

Alterspyramide des Dickey County

Nach der Volkszählung im Jahr 2000 lebten im Dickey County 5.757 Menschen in 2.283 Haushalten und 1.499 Familien. Die Bevölkerungsdichte betrug 2 Einwohner pro Quadratkilometer. Ethnisch betrachtet setzte sich die Bevölkerung zusammen aus 97,78 Prozent Weißen, 0,10 Prozent Afroamerikanern, 0,35 Prozent amerikanischen Ureinwohnern, 0,50 Prozent Asiaten und 0,56 Prozent aus anderen ethnischen Gruppen; 0,71 Prozent stammten von zwei oder mehr Ethnien ab. 1,35 Prozent der Bevölkerung waren spanischer oder lateinamerikanischer Abstammung.
Von den 2.283 Haushalten hatten 27,9 Prozent Kinder und Jugendliche unter 18 Jahre, die bei ihnen lebten. 58,0 Prozent waren verheiratete, zusammenlebende Paare, 4,9 Prozent waren allein erziehende Mütter, 34,3 Prozent waren keine Familien, 32,0 Prozent waren Singlehaushalte und in 17,6 Prozent lebten Menschen im Alter von 65 Jahren oder darüber. Die Durchschnittshaushaltsgröße betrug 2,36 und die durchschnittliche Familiengröße lag bei 2,99 Personen.
Auf das gesamte County bezogen setzte sich die Bevölkerung zusammen aus 23,8 Prozent Einwohnern unter 18 Jahren, 10,2 Prozent zwischen 18 und 24 Jahren, 22,5 Prozent zwischen 25 und 44 Jahren, 22,2 Prozent zwischen 45 und 64 Jahren und 21,3 Prozent waren 65 Jahre alt oder darüber. Das Durchschnittsalter betrug 41 Jahre. Auf 100 weibliche Personen kamen 97,2 männliche Personen. Auf 100 Frauen im Alter von 18 Jahren oder darüber kamen statistisch 92,5 Männer.
Das jährliche Durchschnittseinkommen eines Haushalts betrug 29.231 USD, das Durchschnittseinkommen der Familien betrug 36.682 USD. Männer hatten ein Durchschnittseinkommen von 26.914 USD, Frauen 15.668 USD. Das Prokopfeinkommen betrug 15.846 USD. 11,6 Prozent der Familien und 14,8 Prozent Familien lebten unterhalb der Armutsgrenze. Davon waren 20,4 Prozent Kinder oder Jugendliche unter 18 Jahre und 10,8 Prozent waren Menschen über 65 Jahre.